# Quinchamalium stuebelii
Quinchamalium stuebelii är en tvåhjärtbladig växtart som beskrevs av Georg Hans Emmo Emo Wolfgang Hieronymus. Quinchamalium stuebelii ingår i släktet Quinchamalium och familjen Schoepfiaceae. Inga underarter finns listade i Catalogue of Life.